# Rue Boissière
Koordinaten: 48° 52′ N, 2° 17′ O
Die Rue Boissière ist eine 750 Meter lange und 16 Meter breite Straße im Quartier de Chaillot des 16. Arrondissements von Paris.

## Lage
Die Straße verläuft relativ geradlinig zwischen der Place d’Iéna und der Place Victor-Hugo. Im nordwestlichen Teil ist sie Einbahnstraße (Place Victor-Hugo bis Avenue Kléber) und wird dann doppelspurig weitergeführt. Mit leichten Steigungen verläuft ihre Route über zwei Seiten des Chaillot-Hügels und erreicht ihren höchsten Punkt an der Kreuzung mit der Rue Lauriston.
Es gibt 3 Metrostationen: Boissière ( ) und an den Enden die Stationen Iéna ( ) und Victor Hugo ( ). Außerdem führt die Buslinie  RATP 82 durch die Straße.

## Namensursprung
Der Straßenname leitet sich – ebenso wie der der Villa Boissière – von der Nachbarschaft zum ehemaligen Croix Boissière ab, ein Kreuz, das zu besonderen Festen (Palmsonntag) mit Buchsbäumen geschmückt wurde.

## Geschichte
Im ersten Abschnitt zwischen der Place d’Iéna und der Avenue Kléber existierte die Straße bereits im frühen 18. Jahrhundert unter der Bezeichnung Rue de la Croix-Boissière, während der restliche Teil der Straße seit jeher seinen heutigen Namen trug. 1868 wurden beide Abschnitte vereinigt.

## Sehenswürdigkeiten
- Die Straße beginnt beim Museum Guimet
- Nr. 4: Hier residierte der Journalist und Theaterkritiker Louis Ganderax (1855–1941).
- Nr. 21: Hôtel Le Vavasseur ist eines der Kulturdenkmäler im 16. Arrondissement von Paris
- Nr. 20: Hier lebte bis zu seinem Tode der Historiker Georges Goyau (1869–1939). Im gleichen Haus wohnte und arbeitete in den 1930er und 1940er Jahren Ettore Bugatti (1881–1947).[2]
- Nr. 24: Wohnung des Schriftstellers Henri de Régnier (1864–1936) mit seiner Gattin Marie de Heredia (1875–1963), die unter dem Pseudonym Gérard d’Houville ebenfalls literarische Werke verfasste.
- Nr. 29: Hier lebte bis zu seinem Tode der General Félix Gustave Saussier (1828–1905).
- Nr. 45: war am 11. September 1937 Ziel eines Bombenattentats gegen eine Gruppe von Industriellen aus der Metallbranche.[3]
- Nr. 71: Paroisse Saint Honoré d’Eylau[4]

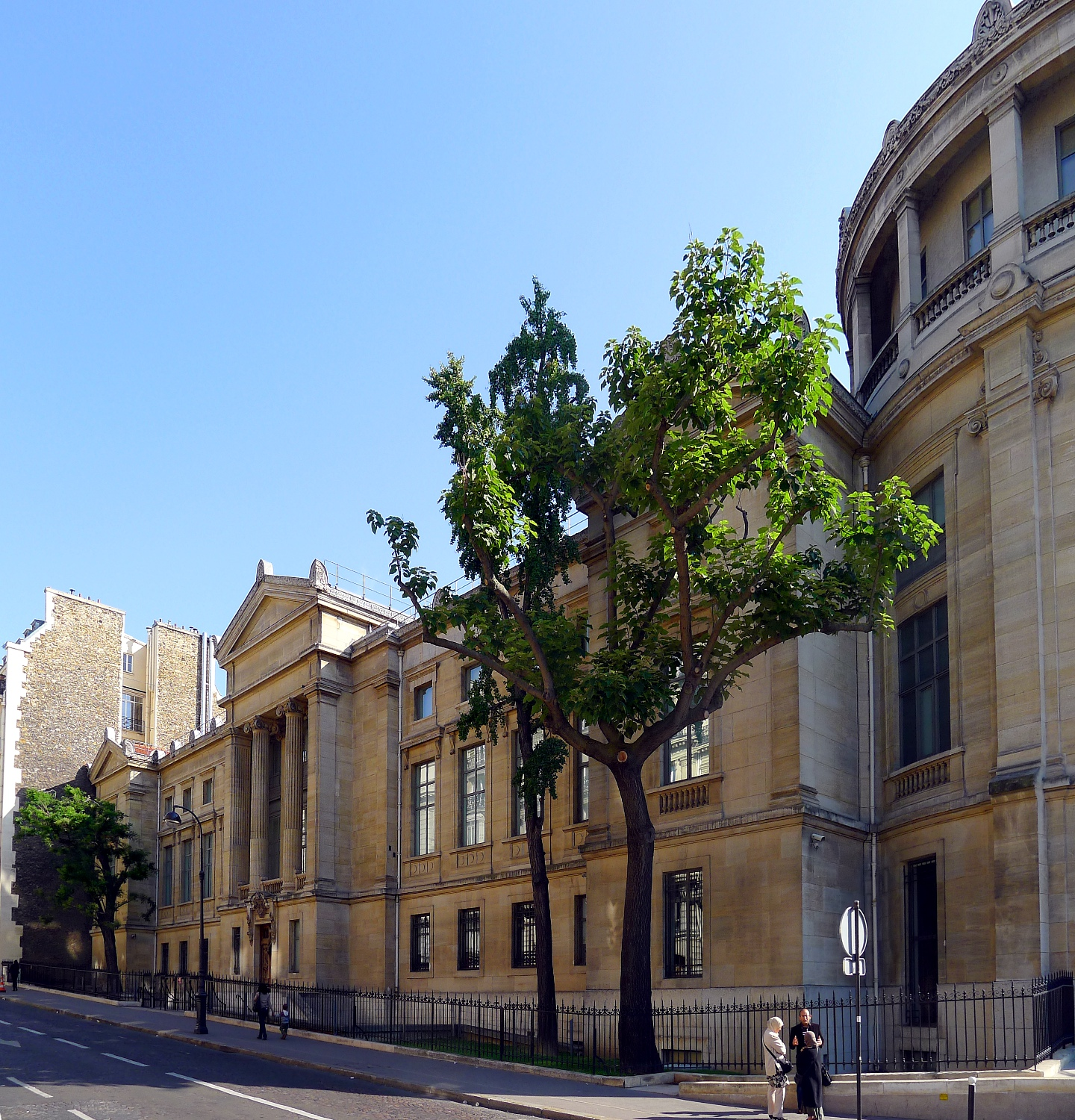
Fassade Museum Guimet
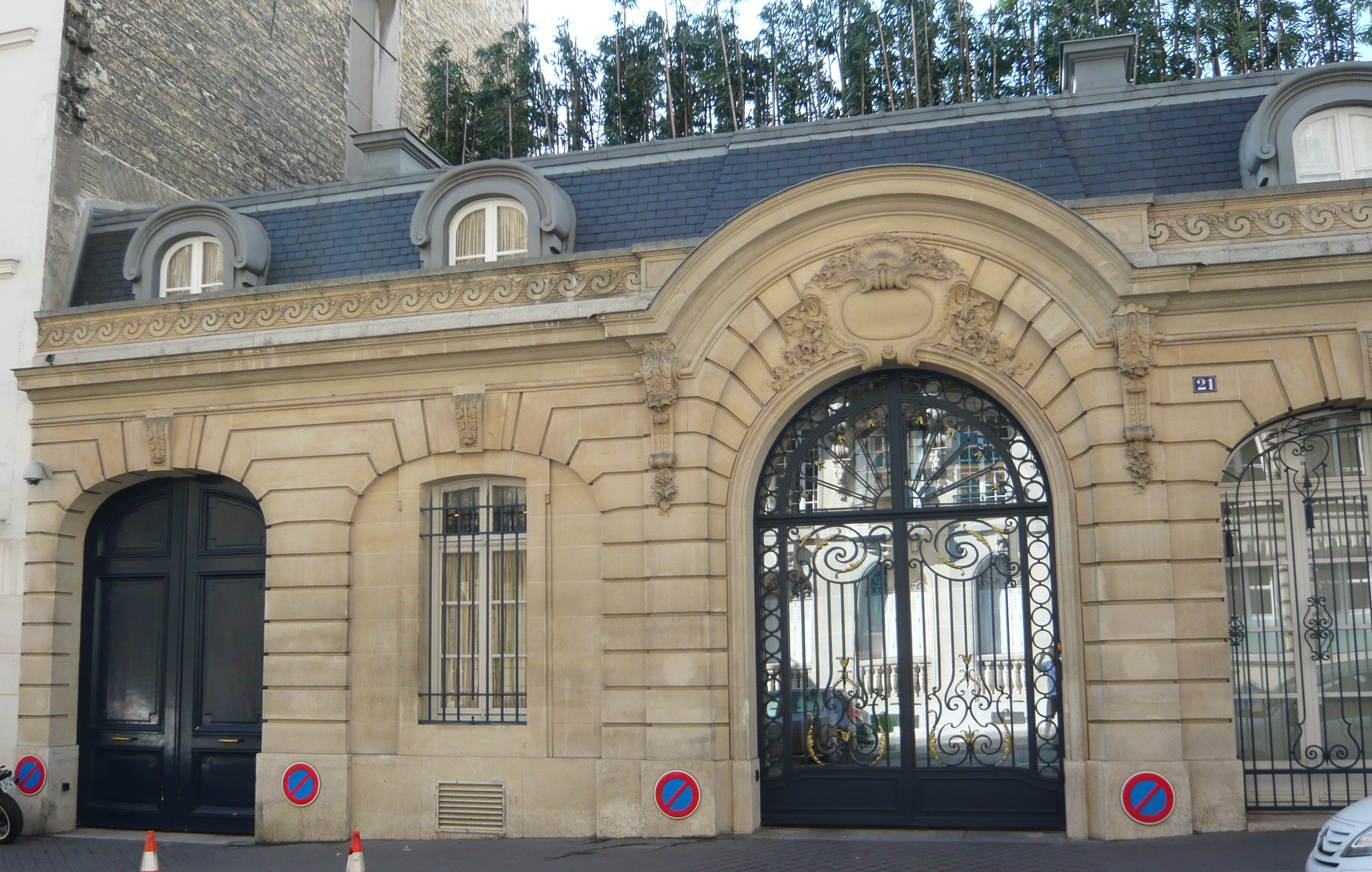
Hôtel Le Vavasseur, Nr. 21
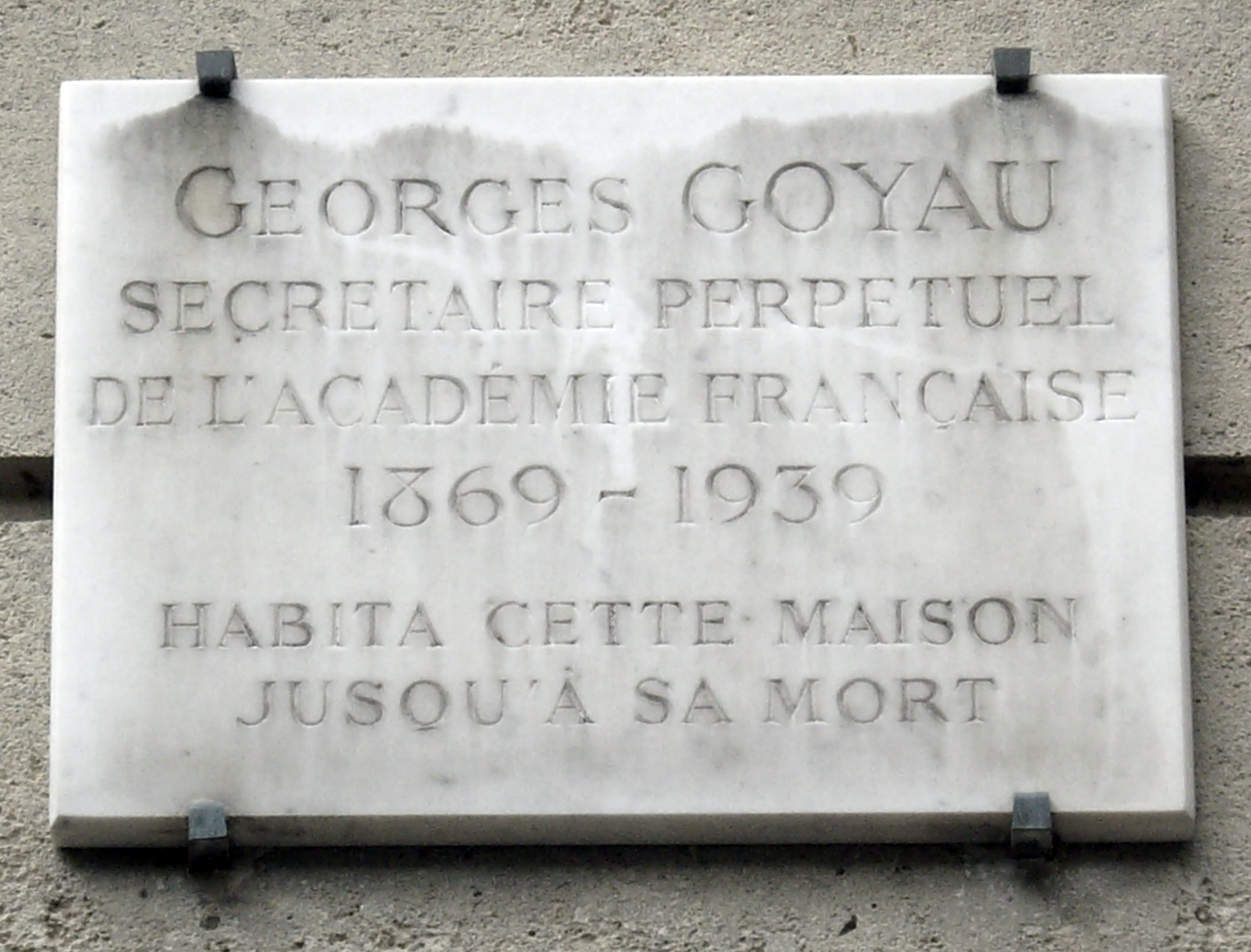
Gedenktafel an den Historiker Georges Goyau, Nr. 20
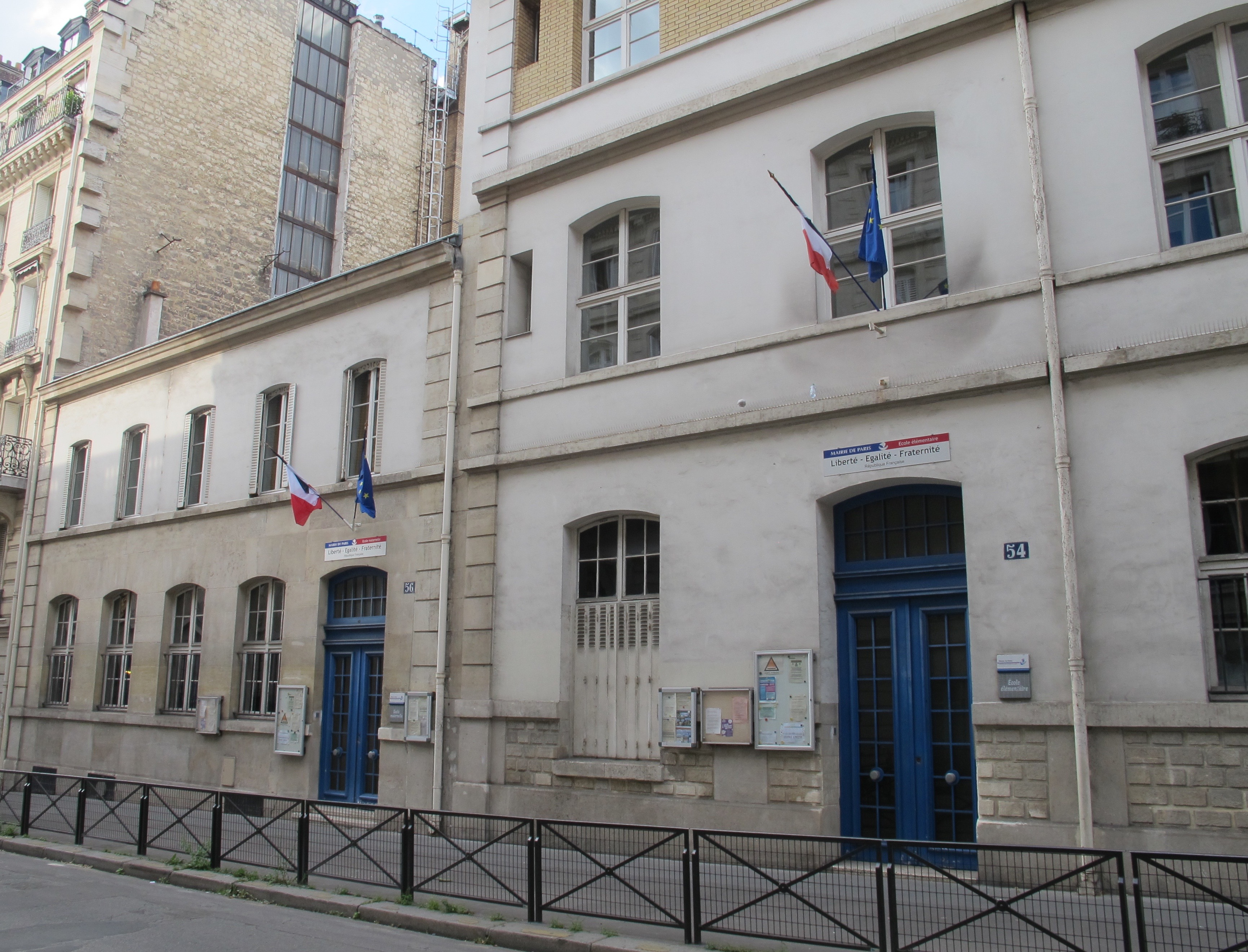
Grundschule, Nr. 54, 56